# Monells
Monells es una entidad de población española del municipio de Cruilles, Monells y San Sadurní, perteneciente a la provincia de Gerona, en la comunidad autónoma de Cataluña.

## Historia
Hacia mediados del siglo XIX, el lugar, por entonces con ayuntamiento propio, tenía contabilizada una población de 254 habitantes. Aparece descrito en el undécimo volumen del Diccionario geográfico-estadístico-histórico de España y sus posesiones de Ultramar de Pascual Madoz con las siguientes palabras:

MONELLS: v. con ayunt. en la prov. y dióc. de Gerona (3 leg.), part. jud. de La Bisbal (1), aud. terr., c. g. de Barcelona (15 1/2): sit. en medio de 2 pequeñas alturas, dividiendo la pobl. por un estremo la riera de Riusech; goza de buena ventilacion y clima saludable; las enfermedades comunes son fiebres intermitentes. Tiene una igl. parr. (San Ginés), servida por un cura de ingreso, de provision real y ordinaria; una escuela de instruccion primaria, concurrida por 12 niños, y una capilla que estuvo dedicada á San Sebastian, pero en el dia no existe en ella efigie ni altar alguno, se conserva el campanario con una campana, que solo sirve para dar aviso al pueblo cuando hay pescado de venta. El térm. confina N. Cassa de Pedras y Madremaña del part. de Gerona; E. Corsá; S. La Bisbal, y O. San Sadurní; se estiende 1/2 leg. de N. á S., é igual dist. de E á O.; en él se encuentra la ermita de la Vírgen del Remedio, que es concurrida con general devocion, y el caserío nombrado de Sies, compuesto de 5 ó 6 casas. El terreno es de mediana calidad; la parte del O. es montuosa y poblada de alcornoques, robles, encinas y mata baja; le fertiliza la citada riera de Riusech, á cuyas márgenes hay algunas alamedas, y sin embargo se desborda con facilidad, por la poca profundidad de su cauce, y ocasiona frecuentes inundaciones en el invierno, pues en las demas estaciones es de escaso caudal. Los caminos son locales, y se hallan en mal estado. El correo lo recogen los interesados en la v. de La Bisbal. prod.: trigo puro y mezcladizo, y todos los demas cereales, granos y frutas del Ampurdan; cria ganado lanar, vacuno y cabrío; caza de conejos, liebres, perdices, codornices, tordos y tórtolas. pobl.: 52 vec., 254 almas. cap. prod.: 2.598,800. imp.: 64,970.
(Madoz, 1848, p. 496)

El municipio de Monells desapareció en 1974 para unirse a los de Cruïlles y Sant Sadurní y conformar el de Cruilles, Monells y San Sadurní. En 2023, la entidad colectiva de población tenía empadronados 245 habitantes; la entidad singular de población, 180, y el núcleo de población, también 180.

## Demografía
| Gráfica de evolución demográfica de Monells entre 1842 y 1970 |
| |
| Población de derecho según los censos de población del INE Población de hecho según los censos de población del INEEntre el censo de 1981 y el anterior, este municipio desaparece porque se agrupa en el municipio Cruilles, Monells i San Sadurní de l'Heura el 26 de noviembre de 1974 |